# Open di Francia 2010 - Doppio leggende over 45
Anders Järryd e John McEnroe erano i detentori del titolo, ma Järryd non ha partecipato quest'anno.
McEnroe ha fatto coppia con Andrés Gómez e ha battuto in finale 6–1, 6–1 Mansour Bahrami e Henri Leconte.

## Tabellone

### Legenda
| - Q = Qualificato - WC = Wild card - LL = Lucky loser | - ALT = Alternate - SE = Special Exempt - PR = Protected Ranking | - w/o = Walkover - r = Ritirato - d = Squalificato |

### Finale
|  | Finale                        |                               |                               |   |   |  |
|  |                               |                               |                               |   |   |  |
|  | Andrés Gómez John McEnroe     | Andrés Gómez John McEnroe     | Andrés Gómez John McEnroe     | 6 | 6 |  |
|  | Mansour Bahrami Henri Leconte | Mansour Bahrami Henri Leconte | Mansour Bahrami Henri Leconte | 1 | 1 |  |

### Gruppo A
|  |                              | Gómez Santos McEnroe | Nyström Wilander | Cash Pernfors | RR V–P | Set V–P | Game V–P | Posizione |
|  | Andrés Gómez John McEnroe    |                      | 6–2, 6–2         | 6–0, 6–1      | 2–0    | 4–0     | 24–5     | 1         |
|  | Joakim Nyström Mats Wilander | 2–6, 2–6             |                  | 7–6(4), 6–3   | 1–1    | 2–2     | 17–21    | 2         |
|  | Pat Cash Mikael Pernfors     | 0–6, 1–6             | 6(4)–7, 3–6      |               | 0–2    | 0–4     | 10–25    | 3         |

La classifica viene stilata in base ai seguenti criteri: 1) Numero di vittorie; 2) Numero di partite giocate; 3) Scontri diretti (in caso di due giocatori pari merito ); 4) Percentuale di set vinti o di games vinti (in caso di tre giocatori pari merito ); 5) Decisione della commissione.

### Gruppo B
|  |                               | Bahrami Leconte      | Năstase Sánchez      | Forget Tulasne   | RR V–P | Set V–P | Game V–P | Posizione |
|  | Mansour Bahrami Henri Leconte |                      | 7–6(4), 3–6, [12–10] | 6–4, 7–6(5)      | 2–0    | 4–1     | 24–22    | 1         |
|  | Ilie Năstase Emilio Sánchez   | 6(4)–7, 6–3, [10–12] |                      | 6–1, 1–6, [10–7] | 1–1    | 3–3     | 20–18    | 2         |
|  | Guy Forget Thierry Tulasne    | 4–6, 6(5)–7          | 1–6, 6–1, [7–10]     |                  | 0–2    | 1–4     | 17–21    | 3         |

<La classifica viene stilata in base ai seguenti criteri: 1) Numero di vittorie; 2) Numero di partite giocate; 3) Scontri diretti (in caso di due giocatori pari merito ); 4) Percentuale di set vinti o di games vinti (in caso di tre giocatori pari merito ); 5) Decisione della commissione.